# Gareth Liddiard
 (octobre 2015).
Si vous disposez d'ouvrages ou d'articles de référence ou si vous connaissez des sites web de qualité traitant du thème abordé ici, merci de compléter l'article en donnant les références utiles à sa vérifiabilité et en les liant à la section « Notes et références ».
Gareth Liddiard est un musicien australien et un des membres fondateurs du groupe The Drones.

## Biographie
Gareth Liddiard est originaire de Port Hedland. Il s'intéresse très vite à la musique, au travers du jazz avant de se tourner vers la pop et le rock (John Coltrane, Jimi Hendrix, Led Zeppelin), participant à des concerts dans son lycée.

## Discographie
- The Gutterville Splendour Six (EP) (1998) (guitare)
- The Drones: The Drones EP (2001)
- The Drones: Here Come the Lies – Spooky Records (2002)
- The Drones: "Mean Streak"/"Cockeyed Lowlife of the Highlands" – Sonico Records (2002) 7" vinyl
- The Drones: "Bird in a Church"/"Slamming on the Brakes" – In-Fidelity Records (2003) 7" vinyl
- Spencer P. Jones: Fait Accompli – Spooky Records (2003) (Keys)
- Dan Kelly and the Alpha Males: Sing the Tabloid Blues – In-Fidelity Records (2004) (Bass, guitar and keys)
- The Drones: Wait Long by the River and the Bodies of Your Enemies Will Float By – In-Fidelity/ATP Recordings (2005)
- The Drones: The Miller's Daughter – Bang! Records (2005)
- The Drones: "Shark Fin Blues" (radio edit)/"You Really Don't Care" – ATP Recordings (2006) 7" vinyl
- Dan Kelly and the Alpha Males: Pirate Radio EP – In-Fidelity Records (2005) (Saxophone)
- The Drones: Gala Mill – ATP Recordings (2006)
- The Drones: Spaceland Presents: The Drones 15 November 2006 (Spaceland Recordings)
- The Drones: Live in Spaceland – Spaceland Recordings (2007)
- The Drones: "Custom Made" – ATP Recordings (2007) 2 x 7" vinyl
- The Drones: Live in Madrid DVD – Munster Records (2007)
- The Meanies/The Drones/ Dan Kelly And The Alpha Males – "If I Say Uncle" (2008) Limited Edition 7" vinyl
- The Drones: Havilah – ATP Recordings (2008)
- The Drones: The Minotaur EP – ATP Recordings (2008) 12" vinyl
- The Drones: Live at the Annandale Hotel 18, 19 October 2007 (2008) Limited Edition vinyl
- The Drones: Live At The Hi-Fi – ATP Recordings (2009)
- Magic Dirt: White Boy EP (2009) (Guitar and vocals)
- Gareth Liddiard: Strange Tourist Shock Records/ATP Recordings (2010)[2]
- The Gutterville Splendour Six: The Gutterville Splendour Six – Bang! Records (2011) (Guitar and production duties)
- The Drones: A Thousand Mistakes – Bang! Records (2011) Limited Edition (500 copies) 2 x vinyl LP
- The Drones: A Thousand Mistakes DVD – Shock Records (2011) 2 x DVD
- Spencer P. Jones and the Nothing Butts – Shock Records (2012) (Guitar)
- The Drones: "How To See Through Fog" (2013) Digital
- The Drones: I See Seaweed – MGM (2013)
- The Drones: "Feelin' Kind of Free" (2016) Tropical Fuckstorm Records
- Tropical Fuck Storm: A Laughing Death in Meatspace (2018)
- Tropical Fuck Storm: Braindrops (2019)
- Tropical Fuck Storm: Deep States (2021)